# Микаел Лаудруп
Микаел Лаудруп (дан. Michael Laudrup; рођен 15. јуна 1964. у Фредериксбергу) је бивши дански фудбалер и доскорашњи тренер катарског првака Лехвије.

## Биографија
Као играч сматра се једним од највећих фудбалера свих времена. Након играња у данским клубовима КБ Копенхагену и Брондбију почела је његова инострана каријера. У лето 1983. године дошао је у најтрофејнији италијански клуб Јувентус али је прве две сезоне морао да игра на позајмици у Лацију због ограничења броја странаца. По повратку у Јувентус уследиле су за њега четири прилично успешне сезоне, а успео је да освоји и првенство Италије и интерконтинентални куп. У лето 1989. године прелази у Барселону где је и достигао врхунац своје каријере, а са клубом је тада освојио четири титуле Ла лиге заредом, куп краља, два национална суперкупа, куп шампиона и суперкуп Европе. Након тога је 1994. прешао у Реал Мадрид, са којим је освојио још једну лигашку титулу. До краја играчке каријере наступао је и за јапански Висел Кобе и холандски Ајакс са којим је освојио дуплу круну. За фудбалску репрезентацију Данске је дебитовао на свој осамнаести рођендан 1982. и постигао укупно 37 голова у 104 утакмице. Од новембра 1994. је био капитен репрезентације у 28 мечева, укључујући и освајање купа конфедерација 1995. године. Повукао се из фудбала у јуну 1998.
Године 1999, гласањем је изабран за Најбољег страног играча у шпанском фудбалу у последњих 25 година, а у априлу 2000. је ређен за витеза, и тада је примио Орден Данеброг. Новембра 2003. на прослави УЕФА-иног јубилеја, изабран је за Златног играча Данске од стране Фудбалског савеза Данске; било је то признање за најистакнутијег играча у последњих 50 година. Званично је проглашен најбољим данским фудбалером свих времена од стране Фудбалског савеза те земље у новембру 2006.
Када је завршио играчку каријеру, Лаудруп се посветио тренерском послу, и постао помоћник селектора данске репрезентације. Први самостални тренерски посао је добио у свом бившем клубу, Брондбију, 2002. године и са њим освојио првенство 2005, куп 2003. и 2005. и суперкуп 2002. Одлучио је да не продужио уговор са Броднбијем у мају 2006. Убрзо након тога је добио посао у Хетафеу, трећем мадридском клубу, и наставио тренерску каријеру са значајним успехом. Након тога водио је московски Спартак и Мајорку, 15. јуна 2012. је постао тренер Свонзи Сити са двогодишњим уговором. Са Свонзијем је успео да освоји и лига куп Енглеске, а након тога је отишао у катарску Лехвију где је освојио две титуле првака те земље.

## Трофеји (као играч)

### Јувентус
- Првенство Италије (1) : 1985/86.
- Интерконтинентални куп (1) : 1985.

### Барселона
- Првенство Шпаније (4) : 1990/91, 1991/92, 1992/93, 1993/94.
- Куп Шпаније (1) : 1989/90.
- Суперкуп Шпаније (2) : 1991, 1992.
- Куп шампиона (1) : 1991/92. (финале 1993/94).
- Суперкуп Европе (1) : 1992. (финале 1989).
- Куп победника купова : финале 1990/91.
- Интерконтинентални куп : финале 1992.

### Реал Мадрид
- Првенство Шпаније (1) : 1994/95.

### Ајакс
- Првенство Холандије (1) : 1997/98.
- Куп Холандије (1) : 1997/98.

### Репрезентација Данске
- Куп конфедерација (1) : 1995.

## Трофеји (као тренер)

### Брондби
- Првенство Данске (1) : 2004/05.
- Куп Данске (2) : 2002/03, 2004/05.
- Суперкуп Данске (1) : 2002.

### Свонзи
- Енглески Лига куп (1) : 2012/13.

### Лехвија
- Првенство Катара (2) : 2013/14, 2014/15.